# ロレンツォ・マンニャーニ
ロレンツォ・マンニャーニ（伊: Lorenzo Magnani、1952年 - ）は、イタリアの科学哲学者、パヴィア大学哲学科教授、同大学計算哲学研究所のディレクター。2006年と2012年には中国の中山大学で客員教授を務めた。2010年、中山大学哲学科の再建50周年を祝うイベントが開かれ、そのイベントで彼は哲学、科学哲学、論理学そして認知科学の分野での彼の貢献を称賛する賞を授与された。
マンニャーニは主に科学哲学、論理学、認知科学、人工知能そして医学哲学に関心を持って研究をしている。彼は19世紀と20世紀の幾何学および幾何学の哲学に重点を置いて歴史的な研究を行ってきた。
現在彼は科学における概念の革新や改変の過程を研究しており、アブダクションの観点からもその研究をしている。彼は認識論や歴史的研究におけるものの見方と認知科学における表象や推論にかんする研究成果とを役に立つ仕方で総合することを研究の主な目標としている。最近彼は哲学的かつ認知科学的観点から、道徳と技術の関係にかんする問題や暴力の問題を提起した。
彼は1992年にカーネギーメロン大学客員研究員、1992年から93年にマギル大学客員研究員、1993年にウォータールー大学客員研究員、1995年と1998年から99年にジョージア工科大学客員研究員、1999年から2003年にジョージア工科大学で科学哲学と倫理学理論の客員教授、2003年にニューヨーク市立大学バルーク校客員教授を務めた。
彼はこれまでアメリカ、EU、中国と連携して多くの国際的な大学のカリキュラムを指揮してきた。
1998年以来、モデルに基づいた推論（Model-Based Reasoning）にかんするMBR会議を創設し主催してきた。初めのころはナンシー・J・ナーセッシャン（Nancy J. Nersessian）やポール・サガード（Paul Thagard）と共同で会議を運営した。
ルーマニアのスチャヴァ・シュテファン3世大学（Ștefan cel Mare University of Suceava）の評議員会はマンニャーニに名誉博士号を授与した。授与セレモニーは2012年3月16日に同大学で開かれた。2015年以来マンニャーニは国際科学哲学アカデミーのメンバーに任命されている。